# 牛心坨镇
牛心坨镇，是中华人民共和国辽宁省沈阳市辽中区下辖的一个乡镇级行政单位。

## 行政区划
牛心坨镇下辖以下地区：
姜家村、连三湾村、老虎岗村、花牛沟子村、寇家村、牛心坨村、西房身村、二道房村、小黑岗子村、三道房村、李胡岗村和榆树底村。